# Janaina da Silva Cardoso

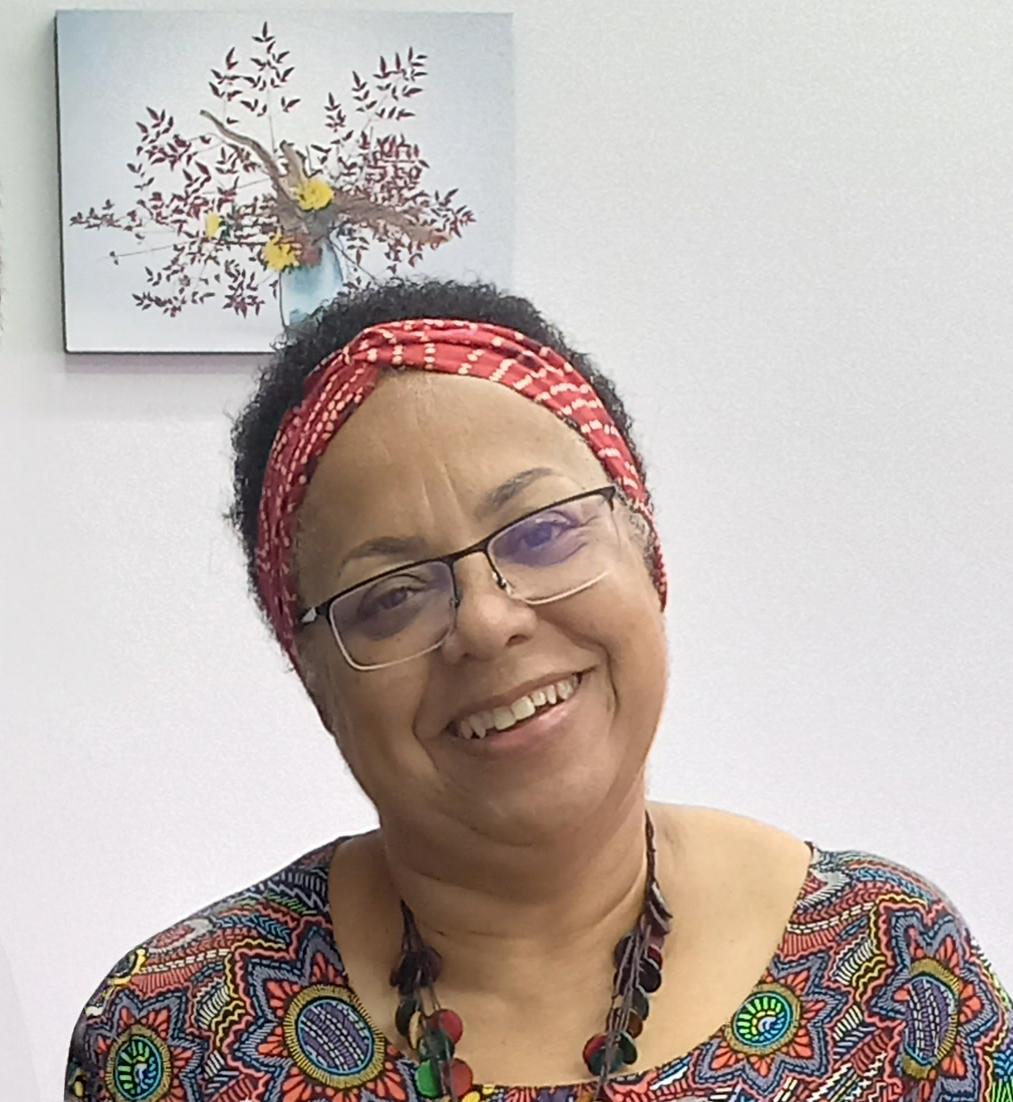
Janaina da Silva Cardoso

Janaina da Silva Cardoso (Rio de Janeiro, 1961) é uma linguista brasileira, professora titular da Universidade do Estado do Rio de Janeiro (UERJ) e primeira diretora negra do Instituto de Letras da UERJ

## Trajetória
Com uma trajetória marcada pelo ativismo educacional, Janaina foca suas pesquisas em multiletramentos, linguística aplicada crítica, formação crítica de professores, plurilinguismo, cibercultura, tecnologia digital, estratégia, ensino e aprendizagem de línguas, LinFE (Línguas para Fins Específicos), educação linguística antirracista e decolonialidade. É reconhecida pela sua dedicação à educação transformadora e pela defesa da equidade racial e social no ambiente acadêmico.
Pioneira, é a primeira diretora negra do Instituto de Letras da UERJ, desde sua criação em 1968. Eleita por dois mandatos consecutivos (2020-2023 e 2024-...).  Formou-se em Letras (Língua Inglesa) pela UFF e especializou-se em Língua Inglesa, com mestrado e doutorado pela UFF, sob orientação do Dr. Nelson Mitrano Neto, pesquisando estratégias de aprendizagem e compreensão oral. Atuou em instituições de destaque como Ibeu, Cultura Inglesa, PUC-Rio, Senac e UERJ, além de representar o Brasil em eventos internacionais de ensino de inglês. Presidiu a APLIERJ por mais de 12 anos e coordenou projetos voltados à formação de professores, com apoio do British Council e MEC.

### Atuação como diretora e professora
Em sua atuação como gestora do Instituto de Letras da UERJ, destaca-se seu compromisso com uma gestão democrática, transparente e inclusiva, mesmo diante de desafios como a pandemia e crises financeiras. Defende uma educação decolonial, antirracista e crítica, que valorize saberes locais e enfrente desigualdades estruturais. Durante a paralisação de 2016, organizou ações educativas de resistência fora dos espaços convencionais da universidade, reafirmando a educação como ferramenta de transformação social.